# Liufeng (sockenhuvudort i Kina, Zhejiang Sheng, lat 27,39, long 119,99)
Liufeng (kinesiska: Tun-t’ou, 墩头, 柳峰乡) är en sockenhuvudort i Kina. Den ligger i provinsen Zhejiang, i den östra delen av landet, omkring 320 kilometer söder om provinshuvudstaden Hangzhou. Antalet invånare är 5 085. Befolkningen består av 2 391 kvinnor och 2 694 män. Barn under 15 år utgör 22,0 %, vuxna 15-64 år 61 %, och äldre över 65 år 15,0 %.
Runt Liufeng är det tätbefolkat, med 331 invånare per kvadratkilometer. Närmaste större samhälle är Sankui, 9,0 km nordväst om Liufeng. I omgivningarna runt Liufeng växer i huvudsak blandskog.
Genomsnittlig årsnederbörd är 1 936 millimeter. Den regnigaste månaden är juni, med i genomsnitt 275 mm nederbörd, och den torraste är januari, med 67 mm nederbörd.